# Кухињско посуђе
Кухињско посуђе су прибор за јело, сервиси за ручавање, посуде за спремање хране и други кухињски апарати и алати који се користе у припреми или послуживању хране. Кухињски прибор се такође може користити за чување хране пре или након припреме. Кухињска посуда је посуда од: метала, порцелана, стакла, пластике или неког другог материјала намењена за: спремање, чување или сервирање хране. Спремање хране у посудама може се вршити: кувањем, пржењем или печењем. 

## Типови

### Посуде за спремање хране
- Шерпа
- Лонац
- Тигањ[10]
- Тепсија
- Казан
- Чајник
- Џезва[11][12]
- Плех
- Сач
- Вок[6][7]
- Таџин

### Посуде за послуживање хране
- Тањир
- Чинија
- Шоља
- Чаша
- Сланик
- Карафиндл
- Тацна
- Послужавник

### Кухињски алати и апарати
- Вадичеп
- Отварач за конзерве
- Решето
- Варјача
- Кутлача
- Оклагија
- Левак
- Даска за сечење
- Ђевђир
- Кухињско ренде
- Цедиљка за лимун
- Љуштилица
- Модле за колаче
- Кухињска спатула
- Аван с тучком
- Кухињски млин (кафа, зачини)
- Сатара
- Тучак за месо
- Ручни миксер
- Блендер
- Машина за млевење меса